# Нача (Ляховичский район)
Нача (бел. Нача) — агрогородок в Ляховичском районе Брестской области Беларуси. Административный центр Начевского сельсовета. Население — 419 человек (2019).

## География
Нача находится в 10 км к востоку от города Ляховичи. Село находится на водоразделе бассейнов Немана и Днепра, стоит на правом берегу реки Нача, а западней берут начало ручьи, впадающие в реку Ведьма. Нача связана местными автодорогами с Ляховичами и окрестными деревнями. В 2 км к востоку проходит граница с Минской областью. Ближайшая ж/д станция в деревне Жеребковичи в 5 км к северу от Начи (линия Барановичи — Слуцк).

## История

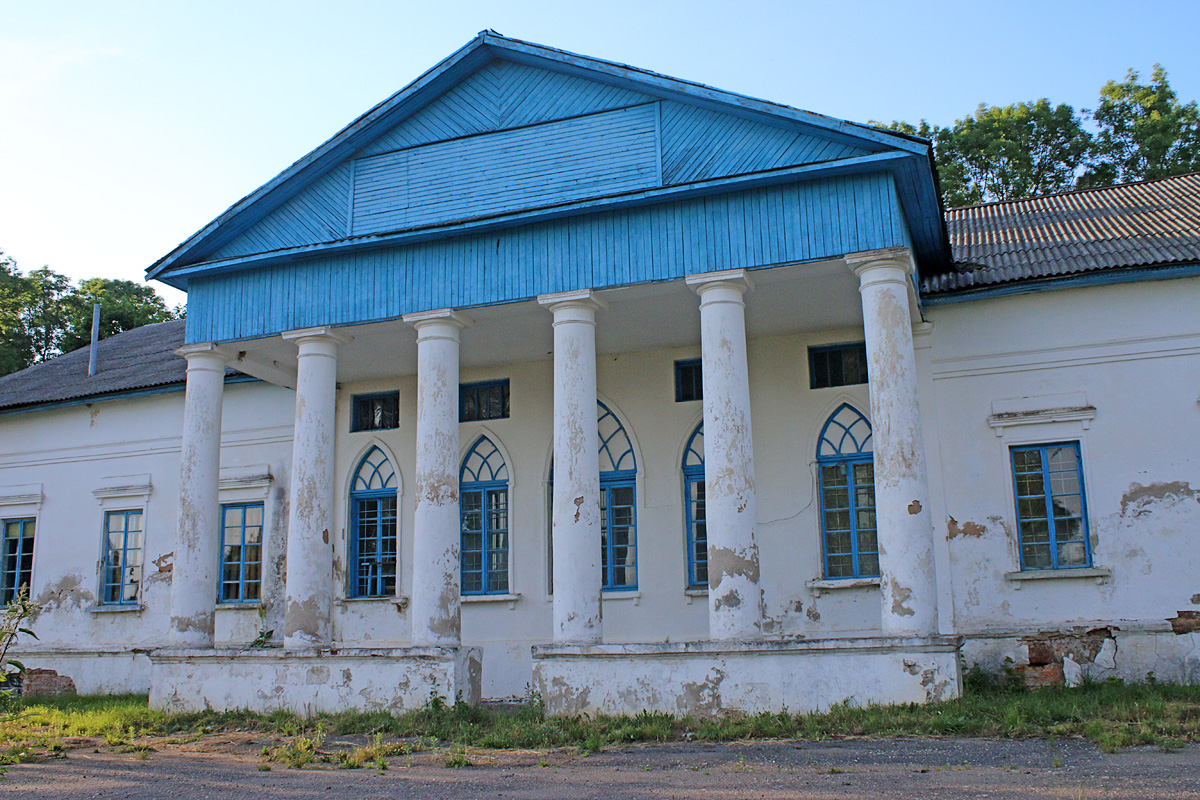
Главный фасад усадебного дома

Поселение впервые упомянуто в XV веке, когда оно принадлежало Немировичам. В качестве приданого Анны Немирович перешло к Бартошу Табаровичу, в 1509 году имением владел их сын Ян. После Табаровичей Нача была королевским владением, пока король Сигизмунд Август не даровал её шляхтичу Брындзе, по имени которого имение стало известно как Нача Брындзовская. Административно деревня входила в состав Новогрудского повета Новогрудского воеводства Великого княжества Литовского. Во второй половине XVI века принадлежала роду Подаревских, затем Нача перешла в собственность ордена иезуитов.
После второго раздела Речи Посполитой (1793) в составе Российской империи, деревня входила в состав Слуцкого уезда Минской губернии.
После вхождения в состав Российского государства имение было отобрано у иезуитов, в 1798 году его купил Франтишек Ксаверий Чарноцкий. Род Чарноцких владел Начей вплоть до 1939 года. В 1810 году сын Франтишека Ксаверия Михаил заложил в имении дворянскую усадьбу, пятью годами позже было завершено строительство усадебного дома. Одновременно со строительством дворца вокруг него был разбит небольшой пейзажный парк.
После Михаила Чарноцкого имением владели его сын Казимир, а затем — старший сын Казимира Михаил. Второй сын Казимира Наполеон Чарноцкий был известным переводчиком и фольклористом. За участие в студенческих волнениях в 1890 году он был исключён из Московского университета и выслан в отцовское имение под надзор полиции. В Наче Наполеон Чарноцкий прожил до 1908 года, когда эмигрировал в Канаду. Последним владельцем имения был Сигизмунд Чарноцкий (умер в 1953 году в Варшаве).
В 1910—1915 годах усадебный дом был значительно перестроен и расширен по проекту архитектора А. Крыжановского, после чего принял современный облик.
Согласно Рижскому мирному договору (1921) Нача вошла в состав межвоенной Польши, с 1939 года — в БССР. Усадебный дом пережил войну, в послевоенное время в нём разместился завод по производству уксуса.
В 2010 году деревня Нача преобразована в агрогородок.

## Культура
- Дом культуры
- Музей ГУО "Начевская средняя школа"

## Достопримечательности
- Усадьба Черноцких (1810—1815). Сохранился усадебный дом, руины хозпостройки и усадебный парк. Памятник архитектуры позднего классицизма и садово-паркового искусства[7]. Усадьба включена в Государственный список историко-культурных ценностей Республики Беларусь[6].  Историко-культурная ценность Республики Беларусь, шифр 112Г000480.

### Памятник, скульптура
- Памятник землякам, погибшим в период Великой Отечественной войны[8].

### Памятник природы, заказник
- «Парк Нача Брындзовская» — ботанический памятник природы местного значения. Расположен в непосредственной близости от северо-восточной границы агрогородка Нача.

## Галерея

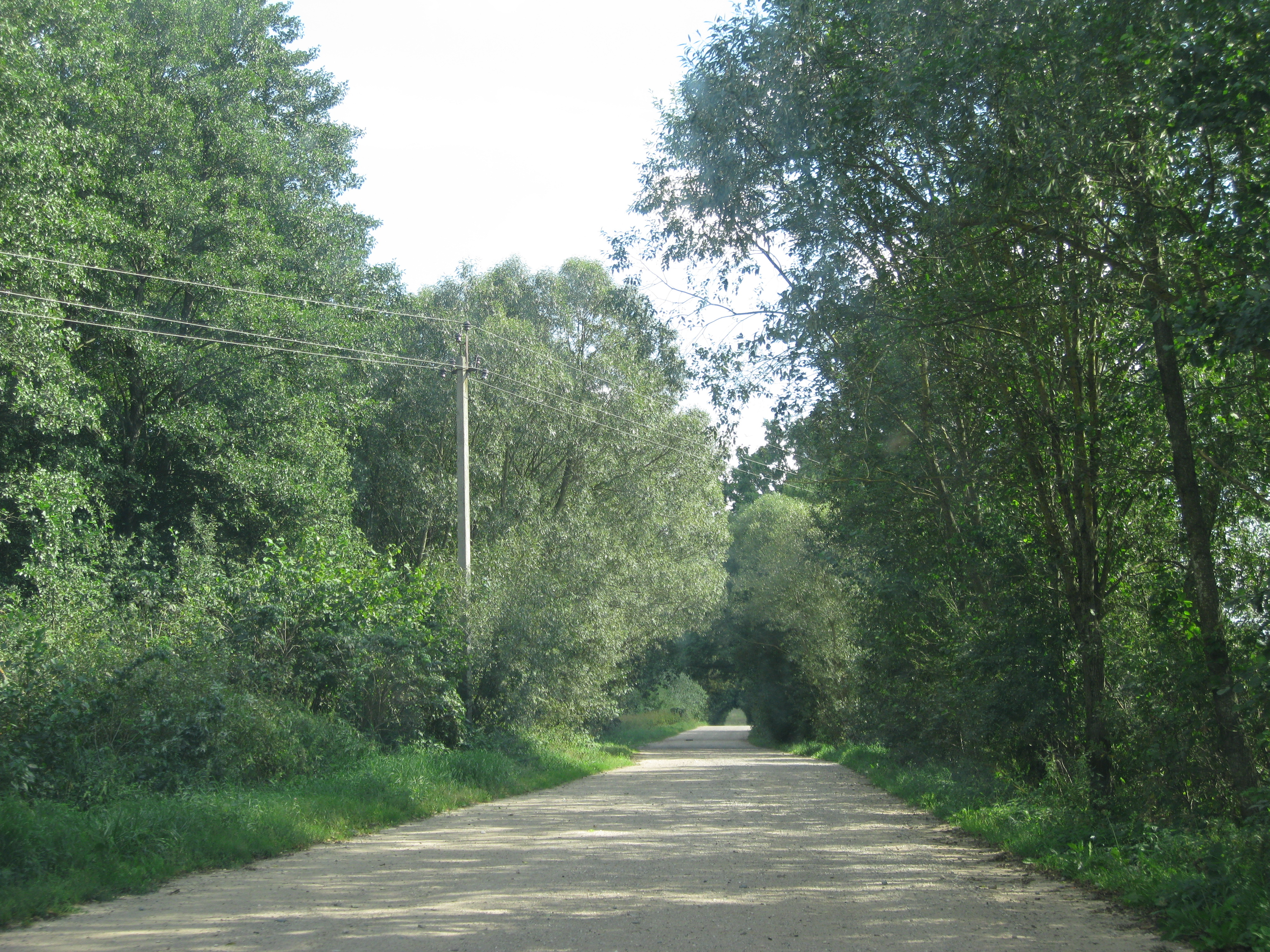
Дорога в Начу
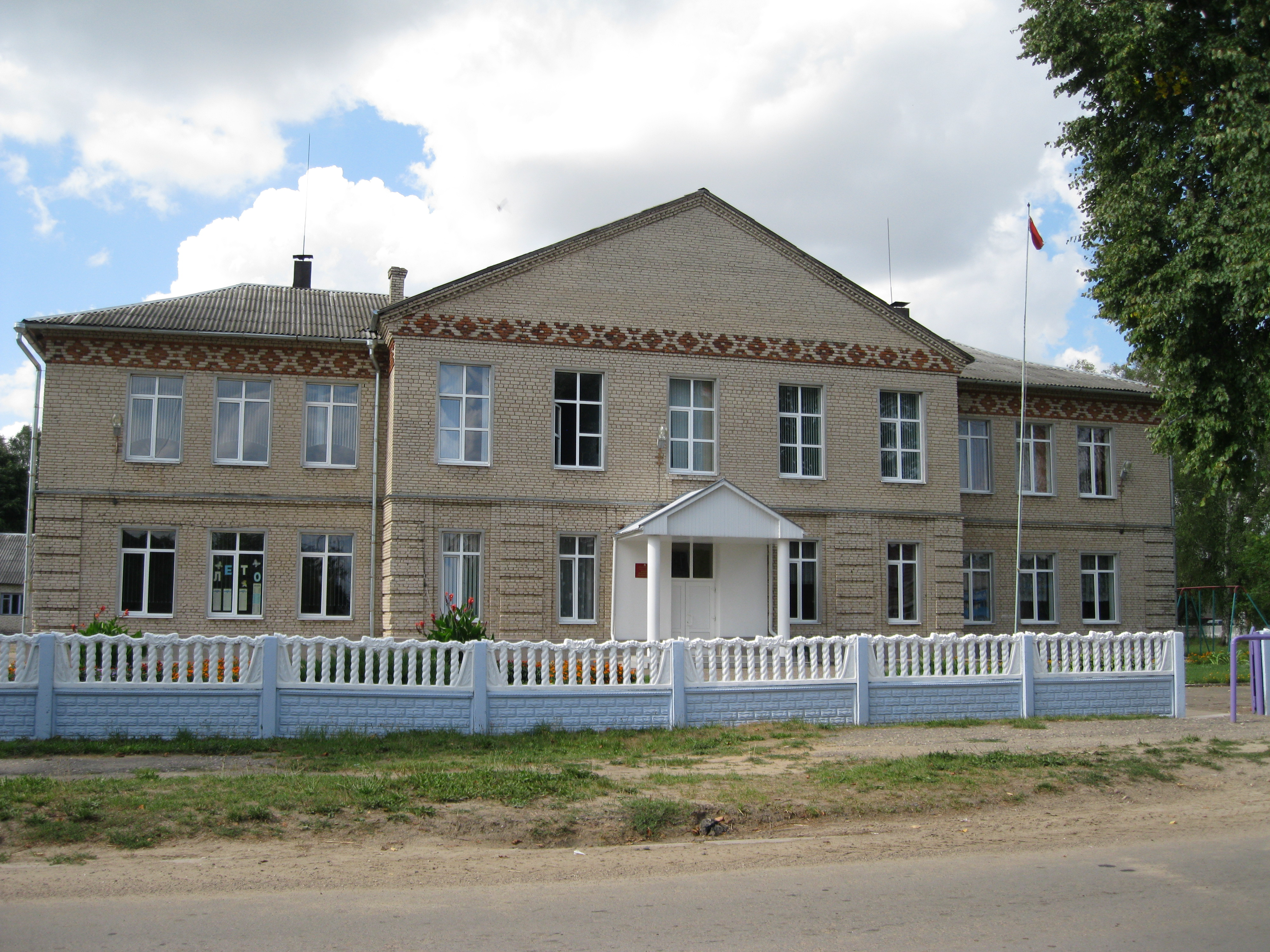
Средняя школа
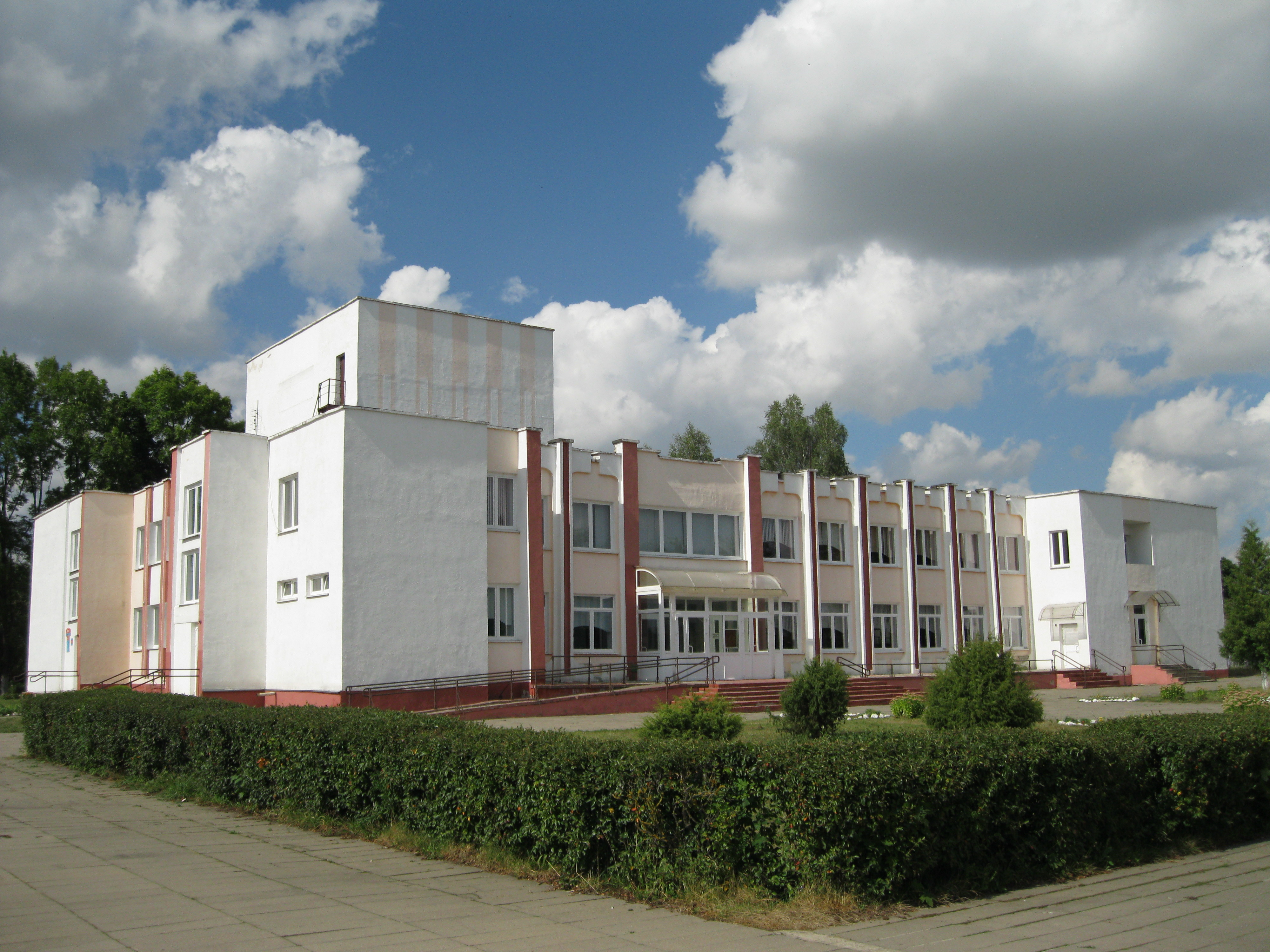
Дом культуры
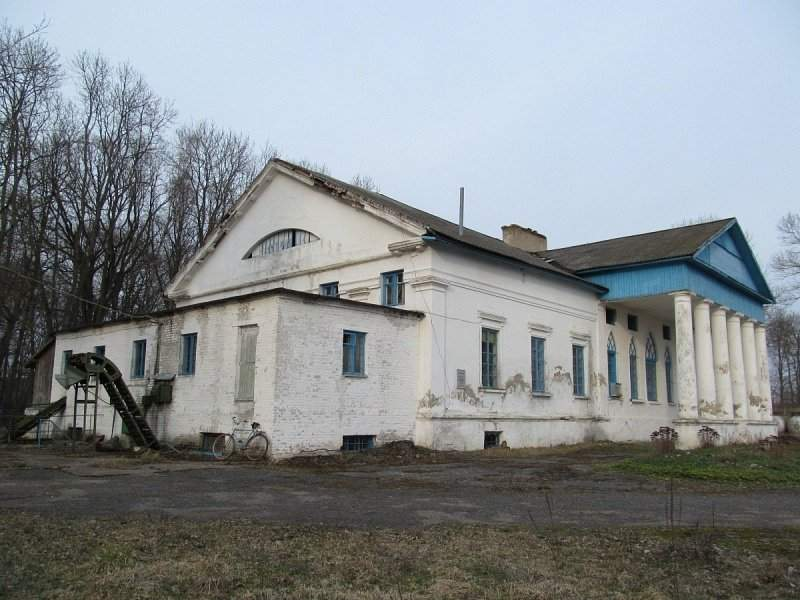
Усадьба Черноцких